# 골수세포형과산화효소
골수세포형과산화효소(骨髓細胞型過酸化酵素, 영어: myeloperoxidase, MPO) 또는 미엘로퍼옥시데이스는 인간에서 17번 염색체의 MPO 유전자에 의해 암호화되는 과산화효소이다. MPO는 백혈구의 일종인 호중구에서 가장 많이 생산되며, 항균 작용을 하기 위해 표백제에 들어간 화학 물질이기도 한 차아염소산을 만들어 낸다. 이 효소는 호중구의 아주르친화성 과립에 저장되어 있고 탈과립이 일어나면 세포밖공간으로 방출되는 리소좀 단백질이다. 호중구 골수세포형과산화효소는 점액과 가래 같은 호중구가 풍부한 분비물을 녹색으로 보이게 하는 헴 색소를 가지고 있다. 이 녹색은 효소의 옛날 이름인 'verdoperoxidase'라는 이름이 붙는 이유가 됐다.

## 구조
150-kDa MPO 단백질은 2개의 15-kDa 경쇄와 2개의 무게가 가변적인, 글리코실화된 중쇄로 구성된 양이온성 이종사량체이다. 이종이량체의 동종이량체로 배열되어 칼슘 이온과 보철 헴 그룹 복합체에 결합한다. 경쇄는 글리코실화되어 있으며 변형된 철 프로토포르피린 IX 활성 자리를 포함하고 있다. 경쇄와 중쇄는 함께 Cys153에서 시스틴 다리로 연결된 두 개의 동일한 73kDa 단량체를 형성한다. 단백질은 촉매 활성을 가지는 말단 헴 공동 입구의 소수성 공간뿐만 아니라, 바닥에 헴 그룹을 보유하는 깊은 틈새를 형성한다.
중쇄의 크기만 다른 3개의 동형이 확인되었다.
리간드 중 하나는 Asp 96의 카르보닐기이다. 칼슘 결합은 촉매 활성을 가지는 His95 측쇄에 Asp 96이 매우 가깝기 때문에 활성 자리의 구조에 중요하다.

## 기능
MPO는 과산화효소 XPO 서브패밀리의 구성원이며 호중구의 호흡폭발 동안 과산화 수소(H2O2)와 염화 이온(Cl-),(또는 Br-이 있는 경우 차아브롬산)으로부터 차아염소산(HOCl)을 생성한다. 이 과정에는 보조 인자로 헴이 필요하다. 또한 과산화 수소를 산화제로 사용하여 티로신을 티로실 라디칼로 산화시킨다. 차아염소산과 티로실 라디칼은 세포독성이 있어 호중구가 세균이나 기타 병원체를 죽이는 데 사용한다. 그러나 이 차아염소산은 숙주 조직에도 산화적 손상을 일으킬 수 있다. 더욱이 apoA-I이 MPO로 인해 산화되면 HDL-매개된 세포자살과 염증 억제를 감소시킨다. 또한, MPO는 단백질 니트로실화와 3-클로로티로신, 다이티로신 교차결합의 형성을 매개한다.

## 임상적 중요성
골수세포형과산화효소 결핍은 유전적인 효소 결핍증으로 면역 결핍을 유발한다.
MPO에 대한 항체는 다양한 유형의 혈관염 발병에 관련되어 있으며 임상적, 병리학적으로 가장 두드러지는 세 가지 혈관염이 있다. 이들은 각각 다발성 혈관염 동반 육아종(GPA), 현미경적 다발성 혈관염(MPA), 다발성 혈관염 동반 호산구성 육아종(EGPA)이다. 항체는 항호중구 세포질 항체(ANCA)로도 알려져 있지만, ANCA는 핵 주위 영역의 염색에서도 검출되었다.
최근 연구에 따르면 골수세포형과산화효소 수치의 상승과 관상동맥질환의 중증도 사이의 연관성이 보고되었다. 및 Heslop 등은 MPO 수치가 상승하면 13년 동안 심혈관 사망 위험이 두 배 이상 증가했다고 보고했다. 또한 MPO가 죽상경화성 병변의 발달에 중요한 역할을 하고 죽종을 불안정하게 만든다는 주장도 제기되었다.

### 의료 목적의 사용
2003년의 초기 연구에서는 MPO가 흉통을 호소하는 환자의 심근경색증에 대한 민감한 예측 인자로 작용할 수 있다고 제안됐다. 그 이후로 MPO 테스트의 유용성을 문서화한 100개 이상의 연구가 발표되었다. Heslop 등의 2010년 연구에 따르면 MPO와 C반응단백(CRP, 염증의 일반적인, 또는 심장 관련 표지자)를 모두 측정하면 CRP만 측정하는 것보다 위험 예측에 추가 이점이 있다고 보고했다.
백혈병 세포가 골수 계통에서 유래되었다는 것을 입증하기 위해 쓰이며, 급성 골수성 백혈병의 진단에 사용되는 골수세포성과산화효소에 대한 면역조직화학 염색이 사용된다. 골수세포성과산화효소 염색은 겉모습이 유사하게 나오는 림프종의 음성 염색과 달리 골수성육종의 진단에 여전히 중요하다. 혈관염에 대해 환자를 스크리닝하는 경우, 유세포 분석은 면역형광 검사에 가까운 민감도를 보여주었으며 혈관염과 관련된 여러 자가항체를 동시에 검출할 수 있는 추가적인 이점이 있다. 그렇지만 유세포 분석은 여전히 추가 검사가 필요하다.
골수세포형과산화효소는 탄소 나노튜브를 분해하는 것으로 알려진 최초이자, 지금까지 유일한 인간 효소이다. 의약품의 표적 전달을 위해 탄소 나노튜브를 사용하면 조직에 탄소 나노튜브가 축적되어 건강을 위협할 수 있다는 임상의의 우려를 완화해 준다.

### MPO 억제제
아자이드는 전통적으로 MPO 억제제로 사용되어 왔지만, 4-아미노벤조산 하이드라지드(4-ABH)는 MPO의 보다 특이적인 억제제이다.